# 松平知清
松平 知清（まつだいら ちかきよ）は、江戸時代中期の大名。陸奥国白河新田藩初代藩主。官位は従五位下・主殿頭。太田松平家の祖。

## 生涯
天和2年（1682年）、陸奥白河藩主・松平直矩の四男として誕生。姓を太田に改めるも、元禄6年(1693年)12月21日に松平へ復姓。
父の死後、家督は兄・基知が継いだが、正徳2年（1712年）3月に兄から1万石を分与されて、白河新田藩主となった。また、兄から偏諱を授かって知清と名乗った。
享保6年（1721年）閏7月10日に死去した。享年40。跡を長男・義知が継いだ。

## 系譜
- 父：松平直矩（1642-1695）
- 母：村上氏
- 側室：本多氏
  - 長男：松平明矩（1713-1749） - 前名を義知
  - 次男：松平宗矩（1715-1749） - 松平宗昌養子
  - 三男：松平長煕（1720-1735） - 松平浅五郎名跡
- 生母不明の子女
  - 女子：松平基知養女 - 榊原政岑正室